# Coovelsbos
Het Coovelsbos is een loofbosgebiedje dat zich bevindt tussen Mierlo-Hout en de wijk Brandevoort in de gemeente Helmond. Het behoorde tot 1968 tot de gemeente Mierlo.
Het Coovelsbos was sind de eerste helft van de 19e eeuw bezit van de familie Coovels, die het exploiteerde voor de houtproductie. Tegenwoordig is het nog steeds in particulier bezit.
Het bos ligt aan de Schootense Loop, een zijriviertje van de Goorloop op vochtige en relatief vruchtbare grond. Het bestaat voor een deel uit populierenaanplant en voor een deel uit ouder berken-eikenbos met ook aanplant van Amerikaanse eik. Doordat het bos nauwelijks wordt onderhouden ligt er veel dood hout en zijn er ook weinig paden. Het gebied is echter vrij toegankelijk. In de lente vindt men er speenkruid, bosanemoon en kruipend zenegroen.
Het gebied is versnipperd geraakt door de aanleg van de snelweg van Eindhoven naar Helmond, waardoor het noordelijk deel ervan is afgesneden. De spoorlijn, de aanleg van bedrijventerreinen en vooral de aanleg van de wijk Brandevoort en de bijbehorende infrastructuur hebben het Coovelsbos en de aangrenzende weilanden tot een geïsoleerde enclave van kleinschalig landschap gemaakt.